# Xã Plattville, Quận Mills, Iowa
Xã Plattville (tiếng Anh: Plattville Township) là một xã thuộc quận Mills, tiểu bang Iowa, Hoa Kỳ. Năm 2010, dân số của xã này là 849 người.